# رولو (کومونه)
رولو (به ایتالیایی: Revello) یک کومونه در ایتالیا است که در استان کونیو واقع شده‌است. رولو ۵۳٫۵ کیلومتر مربع مساحت و ۴٬۲۲۶ نفر جمعیت دارد و ۳۵۱ متر بالاتر از سطح دریا واقع شده‌است.